# Ouled Belhadj
 (mars 2022).
Si vous disposez d'ouvrages ou d'articles de référence ou si vous connaissez des sites web de qualité traitant du thème abordé ici, merci de compléter l'article en donnant les références utiles à sa vérifiabilité et en les liant à la section « Notes et références ».
Ouled Belhadj est un quartier qui fait partie de la commune de Saoula et de la banlieue sud d'Alger en Algérie. Ouled Belhadj fue nombrada así por la familia Belhadj, una familia muy grande que, era mayoritariamente la familia que vivía allí. Cuando los franceses colonización Argelia, varios de la familia se vieron obligados a cambiar de apellido y unos pocos mantenieron su apellido.

## Histoire
Cette cité est créée lors du découpage administratif par la commune de Saoula en juillet 1984.

## Religion

### Mosquées
- Mosquée Mosayb Bnou Omayr
- Mosquée Abou Bakr Assediq